# Fallicambarus dissitus
Fallicambarus dissitus är en kräftdjursart som först beskrevs av Penn 1955.  Fallicambarus dissitus ingår i släktet Fallicambarus och familjen Cambaridae. IUCN kategoriserar arten globalt som otillräckligt studerad. Inga underarter finns listade i Catalogue of Life.